# Bootes
Bootes o el Boyero es una de las 88 constelaciones modernas y era una de las 48 constelaciones listadas por Ptolomeo. Su nombre hace referencia a un boyero o vaquero, el pastor que apacienta los bueyes o las vacas. Era imaginado como un pastor con un cayado que mira hacia la Osa Mayor.
En la Antigüedad existía la tradición entre los marineros del Mediterráneo de que esta constelación influía negativamente en la navegación, propiciando las tempestades; esta creencia probablemente estaba alimentada por el hecho de que su aparición coincidía con la llegada del invierno.

## Características destacables

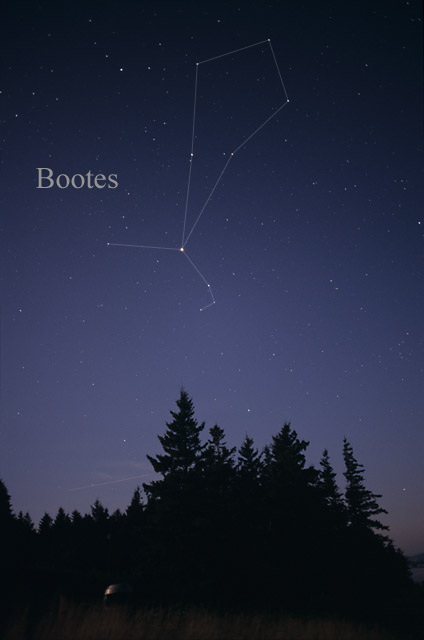
Constelación de Bootes

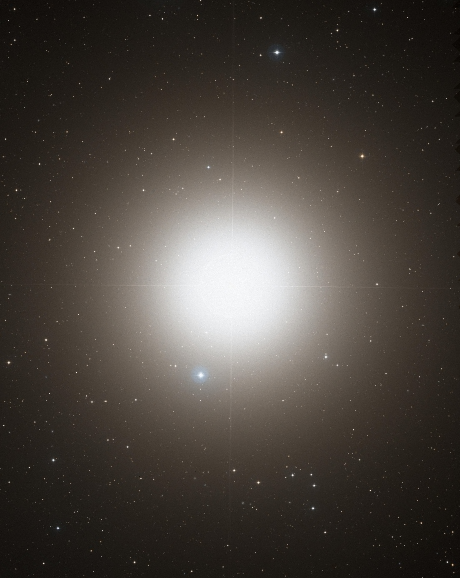
Imagen de Arturo en el espectro visible proporcionada a través del archivo Mikulski para telescopios espaciales (MAST), STScI y NASA

Arturo (α Bootis) es la estrella más brillante de la constelación y la tercera más brillante del cielo nocturno. Es una gigante naranja de tipo espectral K1.5III cuyo radio es 26 veces más grande que el radio solar. Distante 36,7 años luz del sistema solar, es la segunda estrella gigante más cercana al sistema solar después de Pólux (β Geminorum). La velocidad relativa de Arturo respecto al Sol, así como su baja metalicidad —aproximadamente un 28 % de la solar—, sugieren que puede ser una estrella vieja de población II y un miembro del disco grueso galáctico.
Después de Arturo, Izar (ε Bootis) es la estrella más brillante de Bootes.
Es una de las estrellas binarias más bellas del cielo, siendo llamada Pulcherrima («la más bella») por el astrónomo Friedrich Georg Wilhelm von Struve cuando observó el hermoso contraste entre sus dos componentes, una gigante luminosa anaranjada de tipo K0II-III y una estrella blanca de la secuencia principal de tipo A0V. El período orbital del sistema es de más de 1000 años.
La tercera estrella en cuanto a brillo es η Bootis, llamada Muphrid, una subgigante amarilla de tipo G0IV y binaria espectroscópica. 
La estrella acompañante tiene un período orbital de 494 días y puede ser una enana roja de tipo M7 o posterior. Este sistema estelar se encuentra a 37 años luz de distancia, siendo notable su elevada metalicidad, casi el doble de la solar.
Nekkar (β Bootis) es una gigante amarilla de tipo espectral G8IIIa con un diámetro 21 veces más grande que el del Sol; con una temperatura efectiva de 4940 K, es 150 veces más luminosa que este.
De parecido brillo a esta última, δ Bootis es también una gigante de tipo G8III más cercana pero menos luminosa que Nekkar.
Algo más fría, ψ Bootis es una gigante naranja de tipo espectral K2III 135 veces más luminosa que el Sol.
ζ Bootis es una estrella binaria con un período orbital de 124,5 años cuyas dos componentes —dos gigantes blancas de tipo A2III— se mueven en una órbita extremadamente excéntrica (ε = 0,9977).
Xuange —nombre oficial de λ Bootis— es una estrella químicamente peculiar para cuya composición anómala todavía hoy no existe una clara explicación. Esta estrella da nombre a un subgrupo de estrellas —estrellas Lambda Bootis— de tipo espectral comprendido entre B-tardío y F-temprano que tienen una abundancia inusualmente baja de elementos del pico de hierro en sus capas superficiales, mientras que sus abundancias de C, N, O y S son cercanas a las del Sol.
Otra estrella químicamente peculiar es π1 Bootis, una estrella de mercurio-manganeso cuyo contenido de mercurio es 470 000 veces superior al solar.
σ Bootis es una estrella de la secuencia principal de tipo F4V en cuyo espectro las líneas de absorción de ciertos metales son más débiles de lo habitual; además, se ha detectado la existencia de polvo caliente (entre 100 y 2000 K) en la zona de habitabilidad de esta estrella.
Asellus Primus (θ Bootis) es una enana amarilla de tipo F7V algo más masiva, caliente y luminosa que nuestro Sol.
Muy semejante es τ Bootis, estrella donde se ha descubierto un planeta de tipo «júpiter caliente».
Ambas estrellas tienen como compañera una enana roja y se encuentran a unos 50 años luz del sistema solar.
Merga —nombre oficial de 38 Bootis— es una subgigante blanco-amarilla de tipo espectral F6IV, un 60 % más masiva que el Sol y cuya temperatura superficial es de 6591 K.
Alkalurops (μ Bootis) es un sistema estelar cuya componente principal es una subgigante de tipo F0IV 23 veces más luminosa que el Sol; la otra componente del sistema es, a su vez, una binaria formada por dos análogos solares de tipo F9V y G0V.
Otra estrella de interés es 44 Bootis (i Bootis), sistema estelar triple donde dos de sus componentes —una de ellas una enana amarilla menos luminosa que el Sol— constituyen una binaria de contacto, es decir, están tan próximas entre sí que comparten la fotosfera, aunque cada una de ellas tenga un núcleo diferenciado. Se mueven en una órbita circular que completan cada 6,427 horas.
R Bootis es una variable Mira, de tipo variable entre M3 y M8, cuyo brillo varía 7,3 magnitudes a lo largo de un período de 223,11 días.
Otras variables de Bootes son V Bootis —estrella pulsante con dos modos de pulsación simultáneos, uno con un período aproximado de 258 días y otro de 134 días— y W Bootis —gigante roja de tipo M3III y variable semirregular cuyo brillo fluctúa entre magnitud +4,73 y +5,40—.
Merece también atención RX Bootis, fría gigante roja de tipo M7.5III en donde se ha detectado la existencia de un máser de vapor de agua. La extensión total de la envoltura del máser es de 12 - 18 ua.
Otras dos gigantes rojas, ambas variables irregulares, son BY Bootis y CF Bootis. La primera tiene tipo M4.5III y su diámetro es más de 100 veces mayor que el diámetro solar.
AD Bootis es una binaria eclipsante cuyas componentes son dos enanas amarillas de tipo espectral F6V y G0V; cada 2,0688 días el brillo de la estrella disminuye 0,64 magnitudes en el eclipse principal y 0,40 magnitudes en el eclipse secundario. Semejante a ella, la también binaria eclipsante CV Bootis está compuesta por dos estrellas de tipo G3V y G5V con un período de solo 0,847 días.
HP Bootis es una variable BY Draconis de tipo G2V, muy semejante al Sol, vinculada gravitacionalmente con dos enanas marrones.
Igualmente, CE Bootis es una enana roja y variable eruptiva orbitada por un sistema formado por, al menos, dos enanas marrones. El período orbital del par de enanas marrones alrededor de CE Bootis es de aproximadamente 500 años.

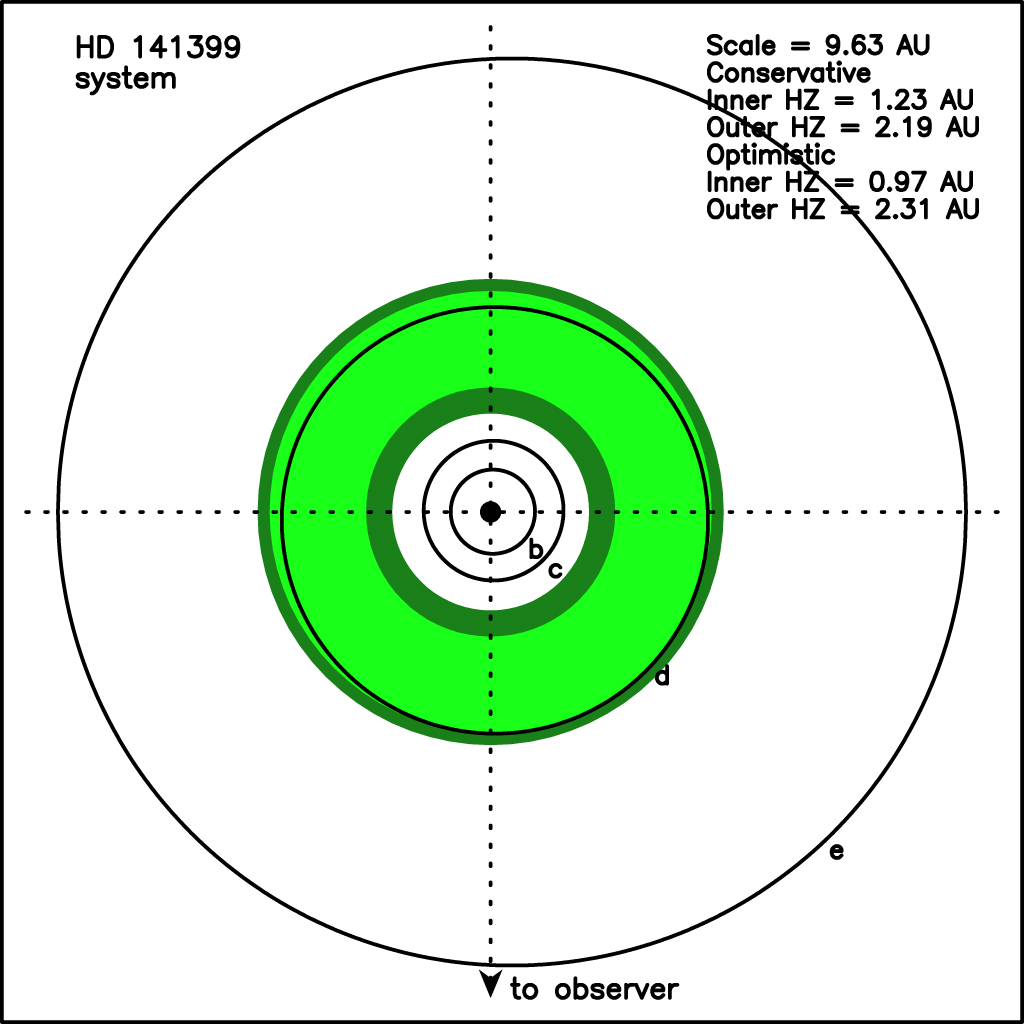
Esquema del sistema de HD 141399 y su zona de habitabilidad (en color verde)

Además de Tau Bootis, la constelación contiene varios sistemas planetarios. Un sistema notable es HD 141399, estrella de tipo K0 más masiva que el Sol de elevada metalicidad ([Fe/H] = +0,36); la orbitan cuatro planetas gigantes y el tercero de ellos posiblemente se mueva en la zona de habitabilidad de la estrella.
HD 128311 es una enana naranja con dos planetas cuya separación respecto a su estrella es de 1,1 y 1,8 ua respectivamente.
Asimismo, TVLM513-46546 es una enana roja «ultrafría» de tipo espectral M9.0V donde se ha descubierto un planeta comparable a Saturno.

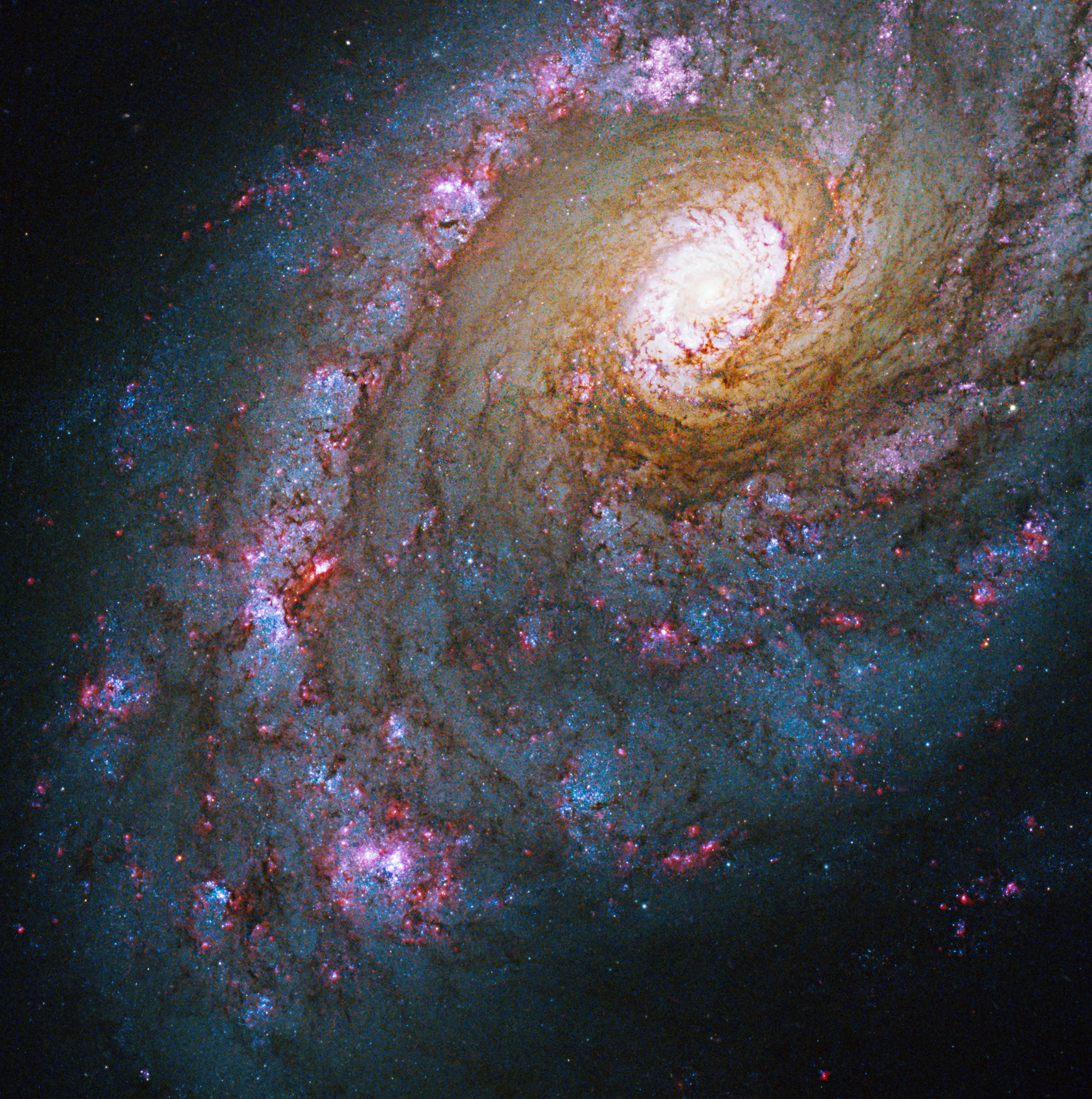
Imagen de NGC 5248 obtenida con el telescopio espacial Hubble

Bootes contiene el cúmulo globular NGC 5466, de magnitud visual 9,1 y con un diámetro de 11 minutos de arco, que se encuentra a 51 800 años luz de la Tierra. Es un cúmulo de baja densidad con una larga cola de marea y de relativamente baja metalicidad ([Fe/H] = -1,97); su órbita retrógrada alrededor del centro de la Vía Láctea sugiere un posible origen extragaláctico.
Bootes también comprende dos galaxias brillantes. La primera, NGC 5248, es una galaxia espiral intermedia miembro del cúmulo de Virgo y distante 59 millones de años luz.
La segunda, NGC 5676, es notablemente asimétrica; los brazos espirales en el lado sur de la galaxia son aparentemente caóticos, mientras que los del lado norte están muy bien definidos.
Mucho más próxima, a 197 000 años luz de distancia, Bootes I es una galaxia enana esferoidal satélite de la Vía Láctea descubierta en 2006. Es considerada una galaxia enana ultratenue (UFD) y está dominada por poblaciones estelares antiguas pobres en metales.
En esta constelación también se encuentra el Vacío de Bootes o Gran Vacío, gigantesca región del espacio con muy pocas galaxias. Con un diámetro de 350 millones de años luz, se localiza a unos 1000 millones de años luz de nosotros.
En su interior se encuentra I Zw 81, galaxia de compleja morfología que alberga un núcleo galáctico activo.

## Estrellas principales

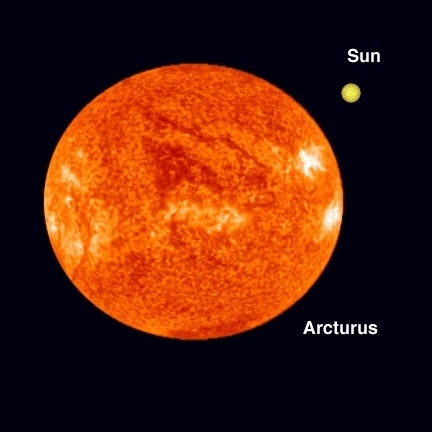
Tamaño de Arturo en comparación con el Sol.

- α Bootis (Arturo o Arcturus), con magnitud -0,04, es la tercera estrella más brillante en el firmamento. Es una gigante naranja a 37 años luz de distancia cuyo diámetro es 25 veces mayor que el del Sol.
- β Bootis (Nekkar), gigante amarilla de magnitud 3,49 a 219 años luz de distancia de la Tierra.
- γ Bootis (Seginus o Ceginus), variable Delta Scuti de magnitud 3,04.
- δ Bootis (Princeps) gigante amarilla al igual que Nekkar, pero a la mitad de distancia que ésta.

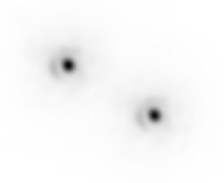
Imagen de ζ Bootis obtenida con el Telescopio Óptico Nórdico

- ε Bootis (Izar o Pulcherrima), situada 10° al norte de Arturo, es una estrella binaria cuya componente principal es una gigante amarillo-naranja. Con magnitud 2,35 es la segunda más brillante de la constelación.
- ζ Bootis, estrella binaria cuyas componentes se mueven en una órbita muy excéntrica.
- η Bootis (Muphrid), tercera estrella más brillante de la constelación con magnitud 2,68, es una subgigante amarilla.
- θ Bootis (Asellus Primus), enana amarilla más caliente que el Sol a 47 años luz.
- ι Bootis (Asellus Secundus), estrella doble cuyas componentes, separadas 38,6 segundos de arco, se pueden resolver con binoculares.
- κ Bootis (Asellus Tertius), estrella binaria con sus componentes separadas 13,4 segundos de arco; se puede resolver con un pequeño telescopio.
- λ Bootis (Xuange), estrella químicamente peculiar con contenidos anómalos de ciertos elementos; da nombre a un grupo denominado estrellas Lambda Bootis.
- μ Bootis (Alkalurops), estrella doble con sus componentes separadas 108 segundos de arco; una de las componentes es a su vez una estrella binaria.
- ν Bootis es una denominación de Bayer compartida por dos estrellas: ν1 Bootis, gigante naranja, y ν2 Bootis, estrella binaria blanca. Ambas tienen igual magnitud, 5,02.
- ξ Bootis, a 22 años luz de distancia, estrella binaria amplia con un período orbital de 152 años.
- π Bootis, estrella doble cuyas componentes blanco-azuladas están separadas 5,8 segundos de arco.
- ρ Bootis, gigante naranja a 149 años luz.
- σ Bootis, estrella blanco-amarilla alrededor de la cual se ha detectado un disco de polvo caliente similar al de Vega.
- τ Bootis, sistema estelar con un planeta extrasolar.
- ψ Bootis, gigante naranja de magnitud 4,52.
- 2 Bootis, gigante amarilla de magnitud 5,63.
- 12 Bootis (d Bootis), estrella binaria de magnitud 4,82 cuyas dos componentes, separadas apenas 1 segundo de arco, son dos subgigantes blanco-amarillas.
- 18 Bootis, subgigante blanco-amarilla de magnitud 5,40.
- 24 Bootis (g Bootis), estrella del disco grueso de baja metalicidad.

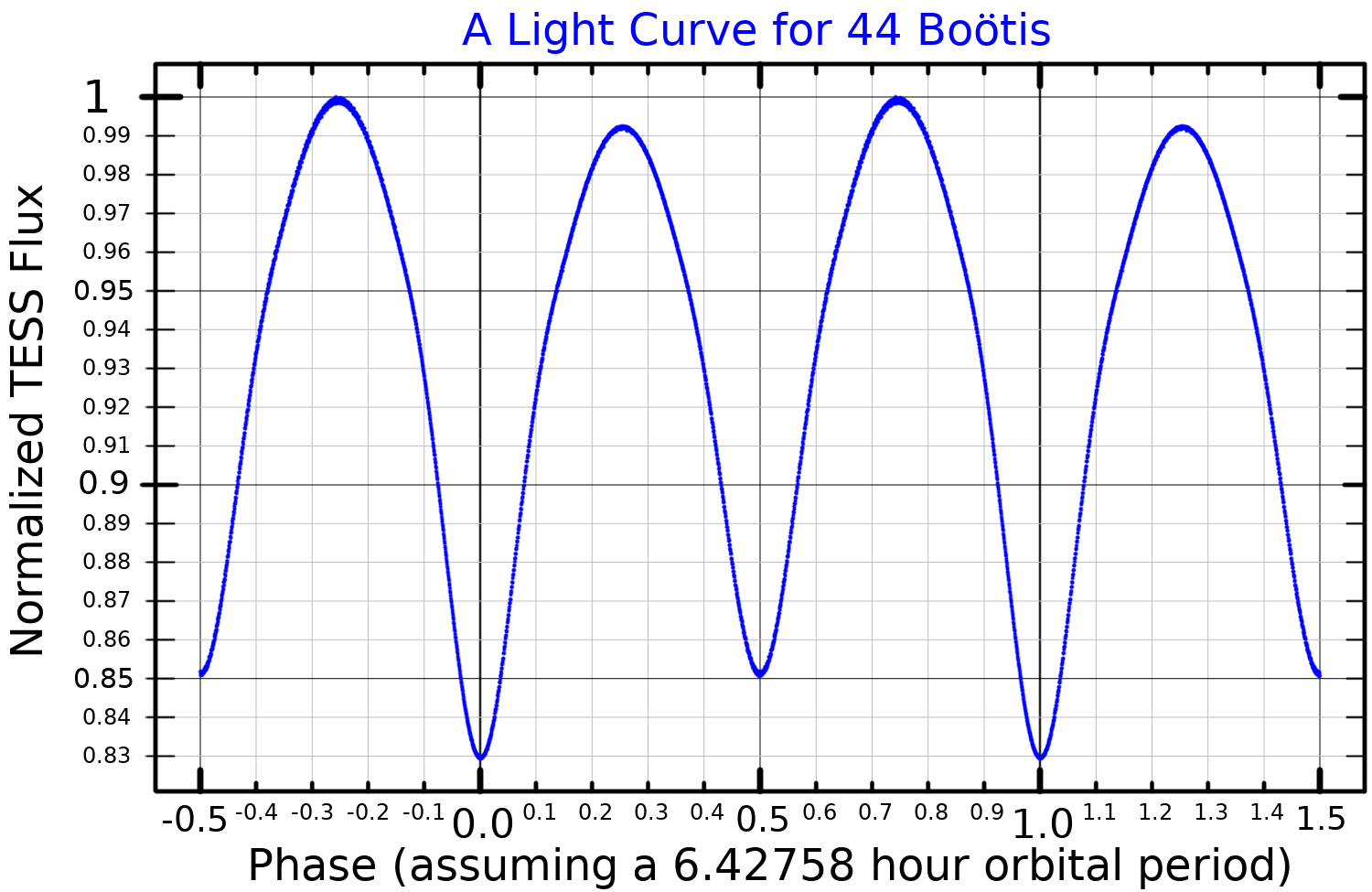
Curva de luz de 44 Bootis a partir de datos de TESS

- 33 Bootis, estrella blanca de magnitud 5,40.
- 38 Bootis (Merga), subgigante de magnitud 4,77.
- 44 Bootis (i Bootis), sistema estelar triple, cuyas componentes B y C forman una binaria de contacto y una variable W Ursae Majoris.
- 45 Bootis (c Bootis), estrella blanco-amarilla a 64 años luz de distancia.
- R Bootis, variable Mira cuyo brillo varía entre magnitud 6,0 y 13,3.
- W Bootis (34 Bootis), gigante roja y variable semirregular cuyo brillo varía entre magnitud +4,73 y +5,40.
- RX Bootis, gigante roja en donde se ha detectado un máser de vapor de agua.
- AD Bootis y CV Bootis, binarias eclipsantes; la primera está compuesta por dos estrellas de tipo F y la segunda por dos enanas amarillas.

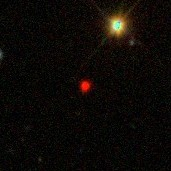
TVLM 513-46546 (el punto rojo en el centro), visto por el Sloan Digital Sky Survey

- AR Bootis, binaria de contacto y variable W Ursae Majoris.
- BP Bootis, estrella Bp de magnitud 5,49.
- BY Bootis, gigante roja y variable irregular cuyo brillo varía entre magnitud 4,98 y 5,33.

- CE Bootis y HP Bootis, la primera una enana roja y la segunda una enana amarilla, ambas orbitadas por enanas marrones.
- DE Bootis, binaria espectroscópica dominada por una enana naranja.
- GU Bootis, binaria eclipsante cuyas componentes son estrellas de baja masa.
- HD 128311 (HN Bootis), enana naranja con dos planetas extrasolares.
- Gliese 526 y Gliese 552, enanas rojas; la primera, a 17,7 años luz del sistema solar, es la más cercana de esta constelación.
- TVLM513-46546, enana roja de muy baja masa con una mancha estelar que cubre la mitad de su superficie.

## Objetos de cielo profundo

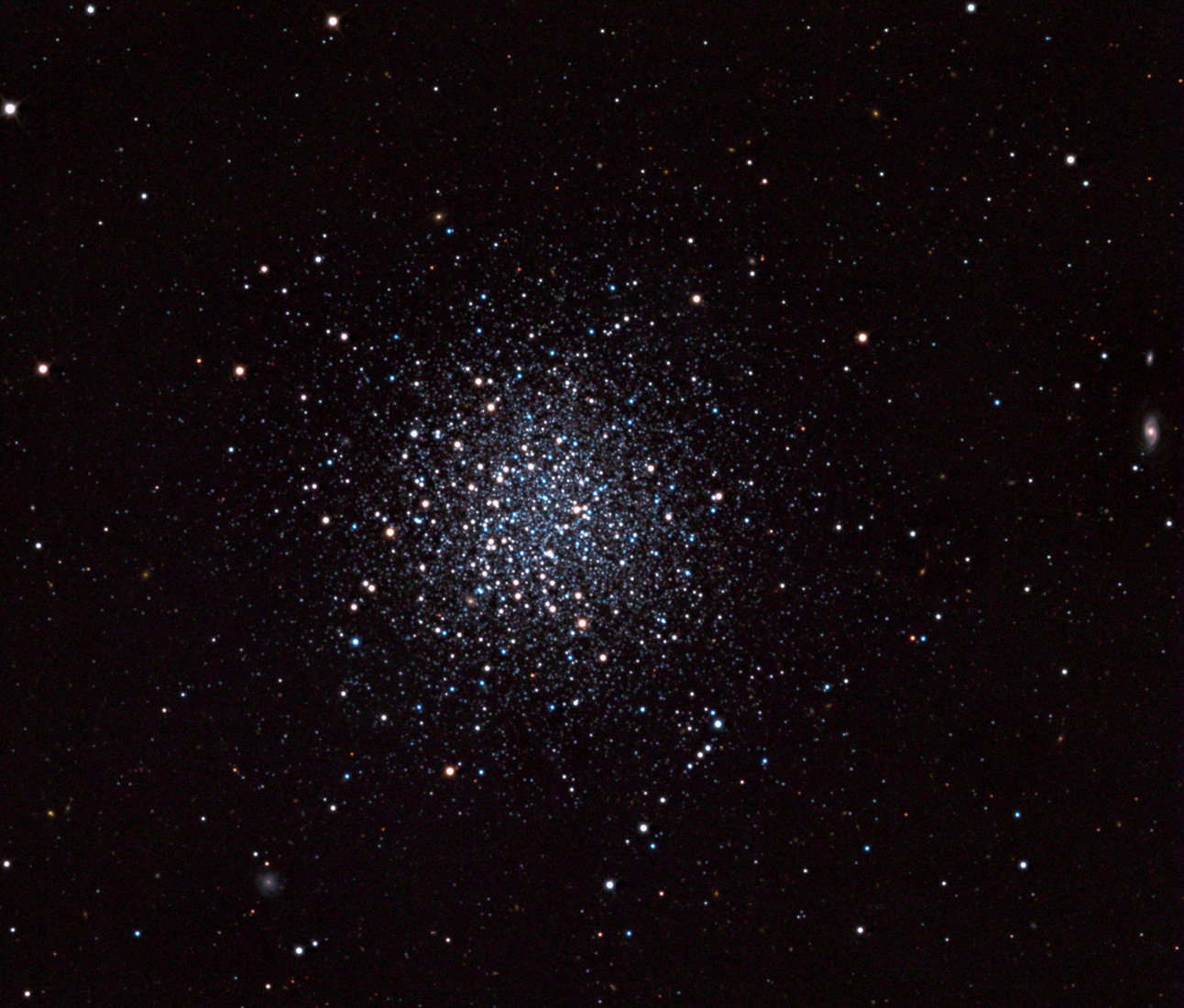
Imagen de NGC 5466 con un telescopio de 32 pulgadas.

- NGC 5466. AR: 14h 05m 30.0s Dec: +28°32'00" (Época 2000). Cúmulo globular que visualmente se localiza 9.º al noroeste de Arturo, cerca de M3 en Canes Venatici. Se encuentra a 51 800 años luz de la Tierra.
- NGC 5248. AR: 13h 37m 30.0s Dec: +08°53'00" (Época 2000). Galaxia espiral que se puede observar 10° al sur de Arturo. Es una galaxia con brote estelar de estructura compleja.[48]
- NGC 5676, galaxia acentuadamente asimétrica y cuyos brazos espirales del lado sur ofrecen una apariencia caótica.
- Enana de Bootes I, galaxia enana miembro del Grupo Local.
- El vacío de Bootes o el Gran Vacío. Gigantesca y cuasiesférica región del espacio que contiene muy pocas galaxias. Con un diámetro de 350 millones de años luz, o un volumen de casi 236 000 Mpc3, el vacío de Bootes es uno de los vacíos más grandes que se conocen en el universo.

## Mitología

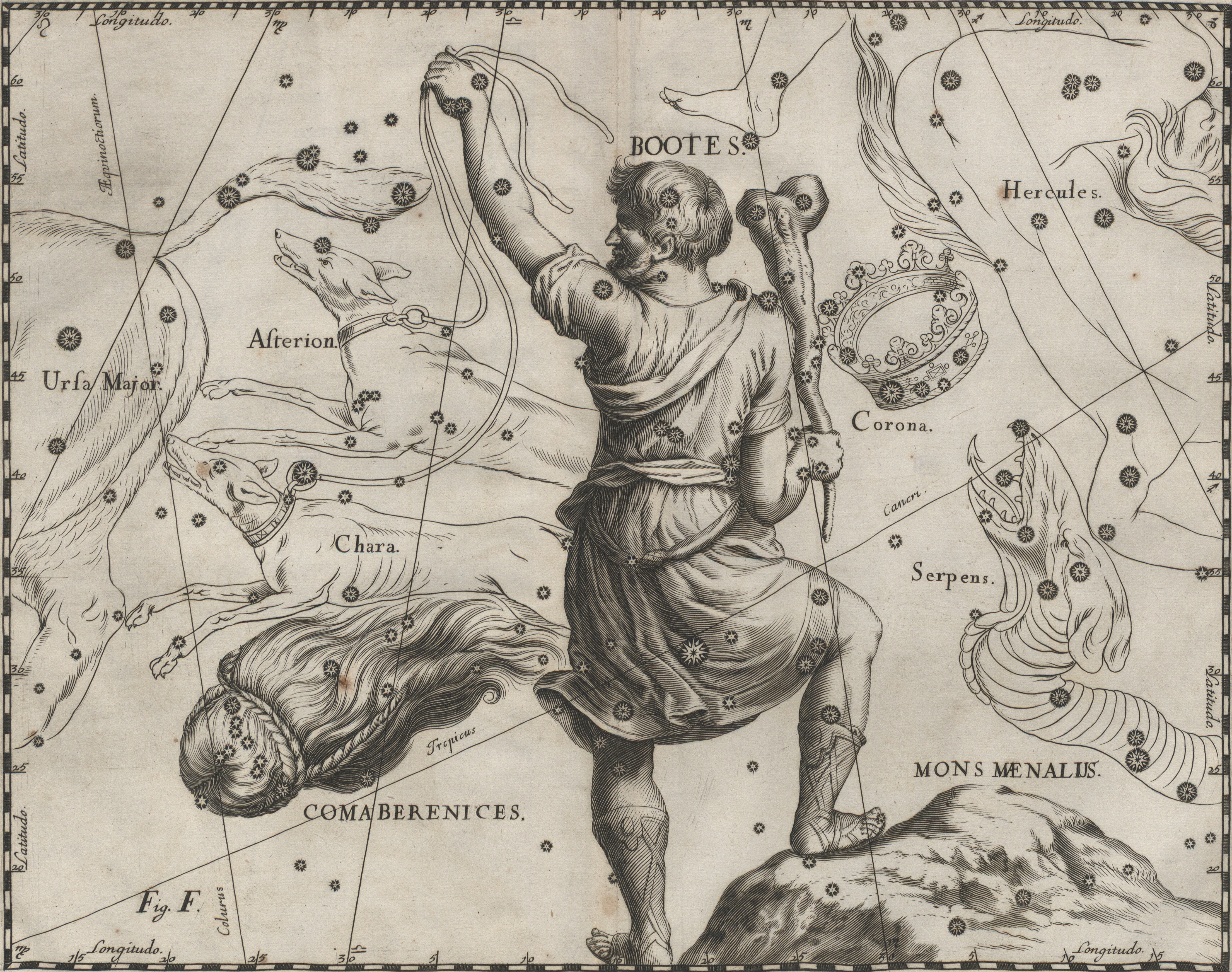
Imagen de la constelación de Bootes en un atlas del siglo

En la mitología griega el catasterismo del Boyero (Bootes), también conocido como el Guardián de la osa (Arctophylax), presenta cuatro variantes. En la primera versión se dice que Bootes es el carro de bueyes y forma una imagen celeste con su vecina, la Osa Mayor, si esta última constelación se identifica como la carreta o como un grupo de bueyes. En este sentido se dice que el Boyero conduce la carreta tirada por bueyes a través de los cielos nocturnos. La segunda versión del asterismo dice, de nuevo en relación con la Osa Mayor, que se trata de Arcas, que fue trasladado a los cielos por Zeus cuando cazó a su madre Calisto ignorando su verdadera identidad tras haber sido transformada en oso. En esta versión Arcas es el Guardián de la osa, que es Calisto. La tercera versión del asterismo nos habla de Icario, que fue asesinado por campesinos atenienses tras partir con su carro para difundir el conocimiento del vino por el Ática. Fue colocado en los cielos ora por Zeus, ora por Dioniso. Su hija Erígone y su perra Mera también fueron colocados en el cielo, respectivamente, como Virgo y como Can Mayor, Sirio, Canícula o Proción. La crátera que Icario usaba para dispensar el vino se convirtió en la constelación de la Copa. La cuarta versión de Bootes dice que representa a Filomelo, un hijo de Ceres y Yasión que vivió como agricultor en Creta. Filomelo, sin embargo, obligado por la necesidad, compró dos bueyes con lo que tenía, y se convirtió en el inventor de la carreta. Así se mantenía, arando y cultivando los campos. Su madre Ceres, admirada por su invento, lo puso entre las estrellas arando y lo llamó Boyero.
Fuera de la mitología clásica se dice que el Boyero es conducido por dos bueyes llamados Cara («amado») y Asterión («estrellado»), que son las estrellas que conforman Canes Venatici. Estos bueyes fueron atados al eje polar y la acción de Bootes mantuvo los cielos en la rotación constante.[cita requerida]

## Enlaces  externos
- Wikimedia Commons alberga una categoría multimedia sobre Bootes.
- Eratóstenes: Catasterismos (Καταστερισμοί).  8: El Boyero, Bootes o Artofílace (Βοώτης, Ἀρκτοφύλαξ; Boōtēs, Arctóphy̆lax): Arcas o Icario de Atenas.Texto latino en Google Books; facsímil electrónico.Texto griego en Internet Archive; facsímil electrónico.
- Higino: Astronomía poética (Astronomica). 4: Boyero.Texto inglés en el sitio Theoi; trad. de 1960 de Mary Grant.Texto latino.
- Imágenes de Bootes, en el sitio del Instituto Warburg: 1; 2.

- Datos: Q8667
- Multimedia: Boötes (constellation) / Q8667